# Elektronenbuis

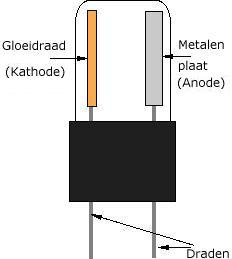
Diode

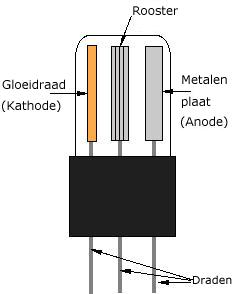
Triode

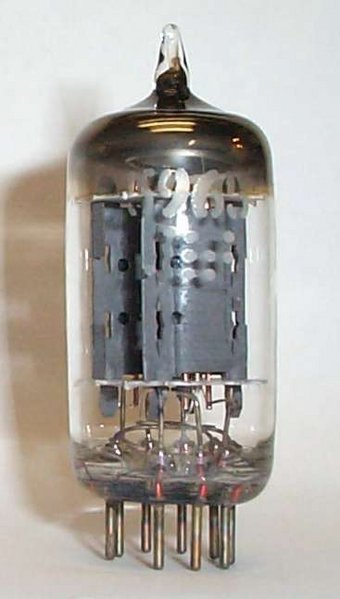
Elektronenbuis, type ECC83, een dubbeltriode

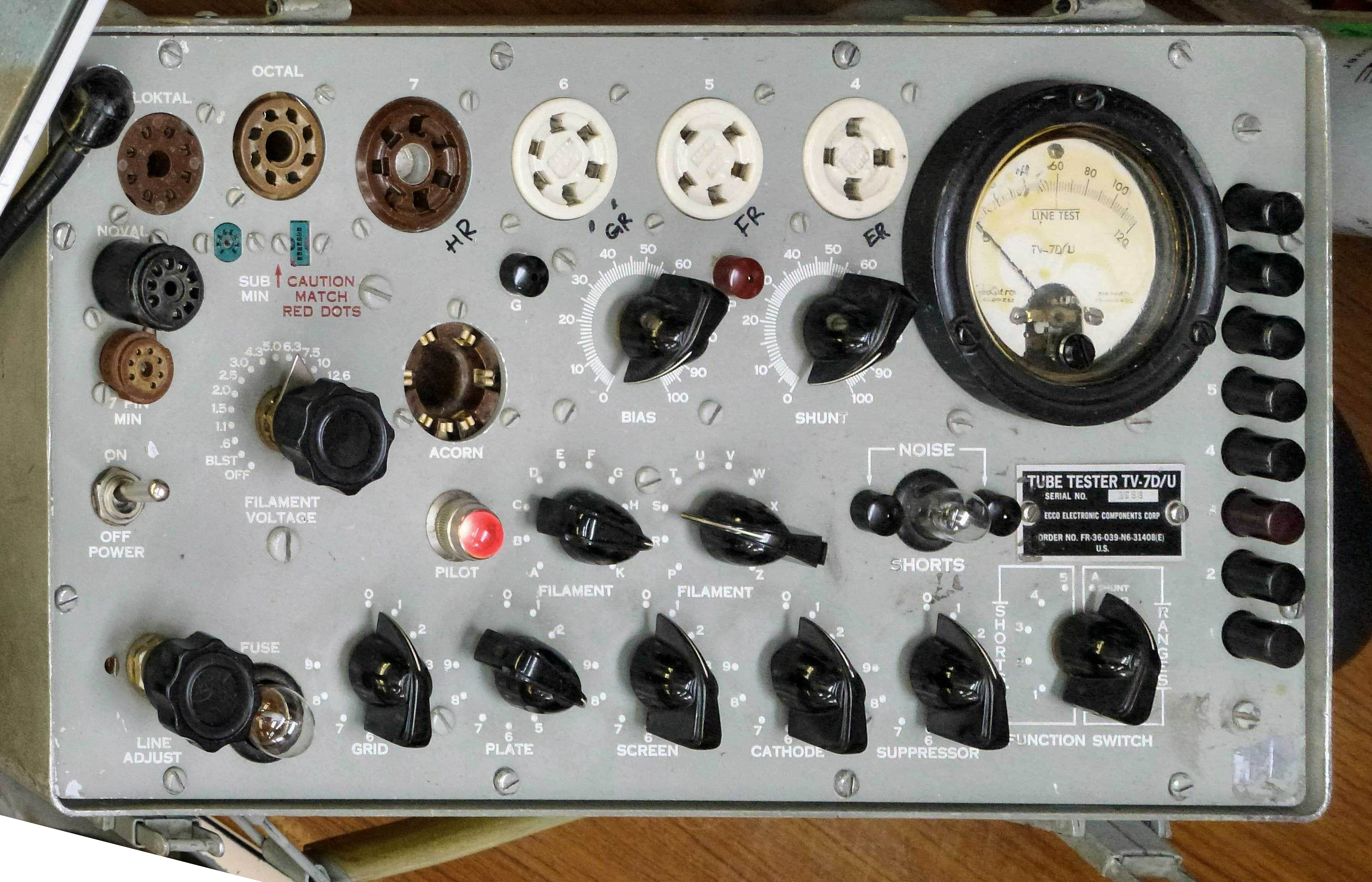
Universele buizentester om radiobuizen te kunnen testen, buiten de schakeling

De elektronenbuis, ook wel radiobuis of vacuümbuis genoemd, was de eerste echt actieve elektronische component. Vanwege de gelijkenis van vroege typen met een gloeilamp werden die typen wel radiolamp genoemd.
De eenvoudigste elektronenbuis, de diode, bestaat uit een vacuüm getrokken glazen buis waarin een gloeidraad geplaatst is die dienstdoet als kathode, met daaromheen een cilindervormig metalen plaatje, de anode. Als de gloeidraad wordt opgewarmd en de anode met voldoende spanning positief is gepolariseerd, zullen elektronen van de kathode naar de anode bewegen, dat effect heet thermionische emissie. Wordt de stroomkring tussen anode en kathode gesloten, dan gaat er een elektrische stroom van de anode naar de kathode. Een elektrische stroom loopt per definitie van een pluspool naar een minpool, terwijl de negatief geladen elektronen van min naar plus gaan. Wanneer de anode ten opzichte van de kathode negatief wordt gemaakt, vloeit er geen stroom.
Andere elektronenbuizen hebben tussen de kathode en de anode een of meer roosters, roostervormige elektroden, die de stroom elektronen beïnvloeden. Een negatief geladen rooster stoot de elektronen af en een positief geladen rooster versnelt de elektronen.

## Geschiedenis
De Brit John Ambrose Fleming was de eerste die 16 november 1904 octrooi op de elektronenbuis aan heeft gevraagd. De werking van de elektronenbuis is gebaseerd op de thermionische emissie. De gloeilamp van Edison had als bijverschijnsel dat de gloeidraad verdampte waardoor het glas zwart werd. Edison ontdekte in 1883 dat dit door een metalen plaatje tussen de gloeidraad en het glas kon worden verhinderd en ontdekte dat er een elektrische stroom ging lopen als hij het plaatje buiten de gloeilamp verbond met de positieve pool van de gloeidraad, een gevolg van de losgeslagen elektronen van de gloeidraad. Fleming was een van de onderzoekers die dit verschijnsel bestudeerde en op basis hiervan de eerste diode construeerde en er octrooi op aanvroeg. De Amerikaan Lee De Forest voegde in 1906 aan de diode een derde elektrode toe, waardoor de eerste triode een feit was.
De elektronenbuis werd door de ontwikkeling in 1947 van de transistor als versterkerelement in consumentenapparatuur medio 1980 bijna niet meer gebruikt. De transistor is compacter, hoeft niet eerst warm te worden, verbruikt minder energie en gaat langer mee dan de elektronenbuis. De prestaties van elektronenbuizen verminderen door de herhaalde opwarming en afkoeling. Bovendien kan helium uit de omgevingslucht door het glas van de elektronenbuis diffunderen, wat het gedrag van de elektronen verstoort.
Elektronenbuisversterkers worden door hun karakteristieke oversturingsgedrag in de muziekindustrie nog wel als bijvoorbeeld gitaarversterker en basversterker gebruikt en in Hi-Fi-apparatuur, meestal duidelijk boven op de behuizing aanwezig.

## Soorten
Het aantal roosters bepaalt de naam van de elektronenbuis.
- de vacuümdiode heeft twee elektroden en wordt voor gelijkrichting en demodulatie gebruikt.
- de triode, met drie, tri, elektroden, heeft een rooster, het stuurrooster, waarmee met een kleine spanningsverandering een relatief grote stroomverandering tussen anode en kathode teweeggebracht kan worden. Hiermee was de eerste versterker mogelijk.
- de tetrode, met vier, tetra, elektroden, heeft twee roosters, het extra rooster, tussen stuurrooster en anode, dient om de versterkingsfactor van de buis op te voeren.
- de pentode, met vijf, penta, elektroden, heeft drie roosters: een stuurrooster, schermrooster en keerrooster.
- de hexode, hex voor zes, heptode, hepta voor zeven, en octode, okta voor 8, en enneode, ennea voor 9, hebben vier, vijf, zes en zeven roosters, en worden gebruikt als mengbuis in onder andere frequentie-omvormers en radio-ontvangers.

Behalve de genoemde elektronenbuizen worden ook allerlei combinaties gebruikt, in feite twee of meer elektrodesystemen in een enkele buis: dubbeldiode, dubbeltriode, triodepentode, triodeheptode, dubbelpentode. Hiermee kan het aantal buizen worden beperkt en ontstaat er een betere verdeling tussen twee triodes en pentodes voor brugschakelingen en dergelijke.
Een dubbeldiode, vaak met een gemeenschappelijke kathode, kan dienen voor dubbelfasige gelijkrichting. Er is dan een voedingstransformator met twee secundaire wikkelingen nodig.
Een triodeheptode is geschikt in superheterodyne ontvangers. De triode wordt in een oscillator gebruikt en de heptode dient als mengbuis.
Er bestaat ook een buis met een triode en twee eindpentodes, die bedoeld is als eindtrap van een balansversterker. De triode is de fasedraaier en de pentodes dienen als eindbuis.
Behalve de gewone radiobuizen zijn er ook nog de kathodestraalbuis zoals in oude televisietoestellen en oscilloscopen, en indicatorbuizen zoals die voor het weergeven van het opnameniveau van een bandrecorder of de signaalsterkte van de draaggolf in een radio werden gebruikt. Röntgenbuizen, geigerteller-buizen, klystrons, magnetrons, beeldversterkers, vidicons en nixiebuisjes zijn ook elektronenbuizen.

## Werking van een versterkerbuis
In het vacuüm van een versterkerbuis bevinden zich de anode +, uitgevoerd als een plaat, en daarom in het verleden ook zo genoemd, en de kathode -, als gloeidraad uitgevoerd of als buisje met daarin een gloeidraad en bedekt met een stof, meestal bariumoxide, om een goede emissie van elektronen te bewerkstelligen. Tussen deze twee elektroden wordt met behulp van een hoge spanning, enkele tientallen tot honderden volts, een elektrisch veld opgebouwd. Elektronen die uit de verwarmde kathode zijn losgemaakt, bewegen zich van de kathode naar de anode.
Tussen kathode en anode, vlak bij de kathode, is een roostervormige elektrode, het stuurrooster, geplaatst, met daarop een negatieve spanning ten opzichte van de kathode, waardoor de elektronen moeilijker, of in het geheel niet, de anode kunnen bereiken. Afhankelijk van de grootte van de negatieve spanning zullen meer of minder elektronen naar de anode gaan. De stroom door de buis kan dus worden geregeld door de negatieve spanning op het rooster te variëren. Door in serie met de anode een weerstand op te nemen, kan over die weerstand als gevolg van de variërende anodestroom een spanningsverandering worden opgewekt die veel groter is dan de verandering in de negatieve spanning op het stuurrooster. De elektrische spanning is daarmee dus versterkt.

## Typeaanduiding
De buizen hebben een typenummer dat uit letters en cijfers bestaat. De Amerikaanse aanduiding begint met een cijfer, de Europese met een letter. In Europa bestaat de aanduiding uit twee tot vier letters, gevolgd door een tot drie cijfers. De cijfers achter de letters bepalen de uitvoering.
| Eerste letter: spanning of stroom en type van de gloeidraad | Eerste letter: spanning of stroom en type van de gloeidraad |   | Volgende letters: buistype                             | Volgende letters: buistype |                                | Cijfers: soort voet, volgnummer | Cijfers: soort voet, volgnummer |
| A                                                           | 4 V direct of indirect                                      | A | diode                                                  | 1 - 9                      | buitencontacten, 5- en 8-polig |                                 |                                 |
| B                                                           | 180 mA direct uit batterij                                  | B | dubbeldiode met één kathode                            | 10 - 19                    | stalen buis, 8-polig           |                                 |                                 |
| C                                                           | 200 mA indirect                                             | C | triode                                                 | 20 - 29                    | loctal                         |                                 |                                 |
| D                                                           | 1,4 V direct uit batterij                                   | D | vermogenstriode                                        | 30 - 39                    | octal                          |                                 |                                 |
| E                                                           | 6,3 V indirect                                              | E | tetrode                                                | 40 - 49                    | rimlock                        |                                 |                                 |
| F                                                           | 12,6 V indirect                                             | F | pentode                                                | 70 - 79                    | miniatuurbuis                  |                                 |                                 |
| G                                                           | 5 V indirect                                                | H | hexode of heptode                                      | 80 - 89                    | noval                          |                                 |                                 |
| H                                                           | 150 mA indirect                                             | K | octode                                                 | 90 - 99                    | pico 7                         |                                 |                                 |
| I                                                           | (20 V indirect)                                             | L | vermogenstetrode of -pentode, eindbuis voor versterker | 150 - 159                  | stalen buis, 10-polig          |                                 |                                 |
| K                                                           | 2 V direct voor loodaccu                                    | M | kathodestraalbuis, afstemoog                           | 180 - 189                  | noval                          |                                 |                                 |
| L                                                           | 450 mA indirect                                             | Q | enneode                                                | 280 - 289                  | noval                          |                                 |                                 |
| O                                                           | zonder gloeidraad (gasgevulde buizen en halfgeleiders)      | T | telbuis                                                | 500 - 599                  | magnoval                       |                                 |                                 |
| Q                                                           | vermogen- en zendbuizen                                     | W | gasgevulde vermogensdiode                              | 800 - 899                  | noval                          |                                 |                                 |
| P                                                           | 300 mA indirect                                             | X | gasgevulde dubbele vermogensdiode                      | 900 - 999                  | pico 7                         |                                 |                                 |
| U                                                           | 100 mA indirect                                             | Y | vermogensdiode                                         |                            |                                |                                 |                                 |
| V                                                           | 50 mA indirect                                              | Z | dubbele vermogensdiode                                 |                            |                                |                                 |                                 |
| X                                                           | 600 mA indirect                                             |   |                                                        |                            |                                |                                 |                                 |
| Y                                                           | 450 mA indirect                                             |   |                                                        |                            |                                |                                 |                                 |
| Z                                                           | zonder gloeidraad (gasgevulde buizen)                       |   |                                                        |                            |                                |                                 |                                 |

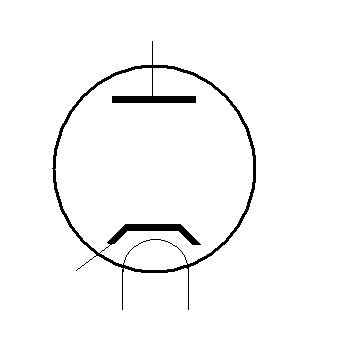
A - diode
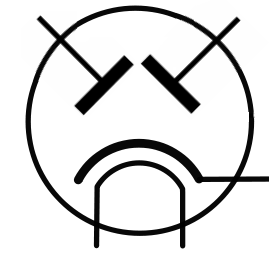
B - dubbeldiode
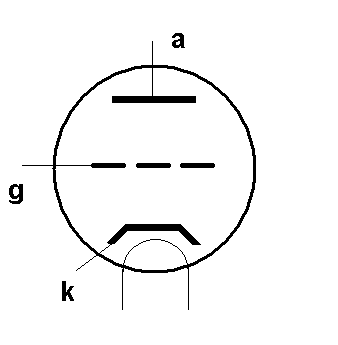
C - triode
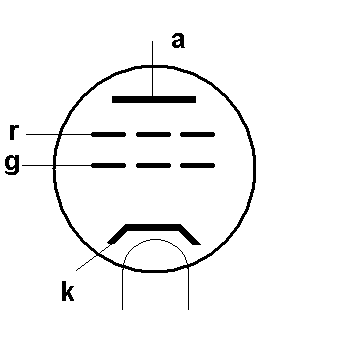
D - tetrode
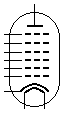
K - oktode
L - pentode
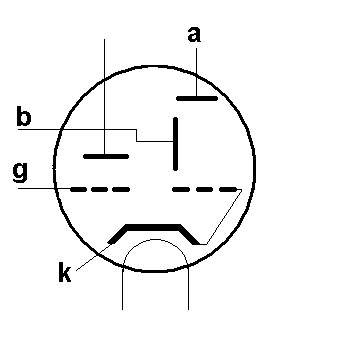
M - afstemoog

Het lijkt misschien vreemd dat de beginletter soms een spanning en soms een stroom aangeeft. Men zal over het algemeen in een toestel buizen gebruiken met dezelfde beginletter. De gloeidraden worden parallel geschakeld als ze voor een bepaalde spanning zijn bedoeld en in serie als ze voor een stroom zijn bedoeld. Er is in serie meestal ook een serieweerstand nodig.
Er zijn buizen die onder verschillende typenummers verkrijgbaar zijn. Heeft een buis een gloeidraad voor 6,3 V en 0,3 A, dan kan de beginletter een E of een P zijn, terwijl het om precies dezelfde buis gaat. De populaire buis ECC83 heeft bijvoorbeeld een gloeidraad voor 6,3 V, eigenlijk 12,6 volt met een middenaftakking, zodat de buis zowel met 6,3 als met 12,6 volt kan worden verhit, bevat twee triodes en heeft een novalvoet. De ECH21 heeft ook een gloeidraad voor 6,3 V, bevat een triode en een heptode en heeft een octalvoet. Bij de professionele uitvoering van de buis worden de cijfers na de 1e letter gezet. Voorbeeld ECC81 is de commerciële uitvoering, E81CC is de professionele uitvoering. De karakteristieken van beide types zijn gelijk maar de uitvoering verschilt, zonder of met vergulde contacten.